# Lorenz Tuxen
 Denne artikel bør gennemlæses af en person med fagkendskab for at sikre den faglige korrekthed.

Lorenz Tuxen (født 31. august 1618 i Slesvig, død 1682 i Asminderød).
Lorenz blev født i 1618 på godset Seegard i Slesvig. Hans far var godsejer Tucke Lorenzen Tuxen og hans moder var Marina Madsen. Som 15årig kom Lorenz i krigstjeneste i den holstenske hær. Han opnåede rang som Løjtnant ved Dragonerne i 1637. Under Trediveårskrigen gik han ind i det danske hær i det dragonregiment som premierløjtnant Svend "Gønge" Poulsen alias Gøngehøvdingen havde kommandoen over. Selv om den danske indgriben i krigen var en fiasko, blev Lorenz belønnet og ansat af Dronning Sophie Amalie som ridefoged på Hørsholm Slot. Lorenz levede fredeligt indtil 1657, hvor Danmark erklærede Sverige krig. Da den svenske hær i vinteren 1657 drog over isen til Sjælland og besatte alt undtagen København, drog Lorenz i krig. Han samlede sig 350 bønderkarle og trænede dem til krigere med hjælp fra partisanlederen Hans Rostgaard og præsten Henrik Gerner. I Nordsjælland opererede Lorenz mod de svenske styrker, og det siges at hans 21 gange fik smuglet mad, tøj, våben, ammunition ind i København, uden at svenskerne anede uråd. På et halvt år døde næsten 500 svenske og tyske dragoner pga. Lorenz, der blev hyldet som Nordsjællands Gøngehøvding.
Men til sidst ramte uheldet Lorenz Tuxen, da han forsøgte et komplot mod svensken efter grundig udforskning af fjenden. Men alle frihedskæmperne blev fanget. Lorenz og Hans blev løsladt af den engelske oberst Hutchinson, som svenskerne havde hvervet, men som følte mere for danskerne og til sidst sluttede sig til dem. Under stormen på København kæmpede Svend Gønge og Lorenz sammen ved Nørreport, og da krigen sluttede i 1660 fik Lorenz udbyttet af Jægerspris, Søllerød, Asminderød og Birkerød. Lorenz blev godsejer af Seegard i Slesvig, da hans fader Tucke døde i 1661. Lorenz giftede sig med Christine Jostens fra Flensborg. Lorenz drog tilbage til sit gods i 1670 og bosatte sig der til 1681, hvorefter han rejste til Asminderød. Under hans ophold blev han syg og døde i begyndelsen af 1682. Han blev adlet som de Tuxen.
Lorenz børn med Christine:
- Christian Tuxen (1656 – 1718).
- -Sophie Amalie Tuxen (1658 – 1735).